# La Blanca (Stany Zjednoczone)
La Blanca – jednostka osadnicza w Stanach Zjednoczonych, w stanie Teksas, w hrabstwie Hidalgo.